# Henry Alviarez
Henry Gustavo Alviárez Alviárez (Barquisimeto, Lara, 12 de octubre de 1967) es un abogado y activista político venezolano. Actualmente se desempeña como coordinador de organización de Vente Venezuela y del comando de campaña de la candidata presidencial opositora María Corina Machado.

## Trayectoria
Henry Alviárez es abogado egresado de la Universidad de Los Andes (ULA) en 1991. Fue presidente del Colegio de Abogados del estado Lara durante diez años (1998-2008), formó parte de la Federación de Colegios de Abogados de Venezuela, y fue director de la primera Escuela de Derecho de la Universidad Fermín Toro.
En 1999 incursionó en la vida política partidista en el movimiento Primero Justicia en el estado Lara, partido en el que militó hasta 2010. Por esa misma tolda, Alviarez fue candidato a la gobernación del estado Lara en las elecciones regionales de 2004  y a la alcaldía de Palavecino de esa misma entidad en los comicios de 2008.
En 2016 asumió el cargo de Coordinador de Organización Nacional del partido Vente Venezuela liderado por María Corina Machado. Participó en las elecciones Primarias del 2023 en Venezuela como coordinador de Organización del comando de la candidata María Corina Machado, y en la actualidad desempeña el mismo rol en el “Comando Con Venezuela” de la ahora candidata presidencial.

## Imputación y arresto
El 6 de diciembre de 2023, junto a otros dos miembros de la Dirección Ejecutiva Nacional de Vente Venezuela; el politólogo Pedro Urruchurtu y la periodista Claudia Macero, además del presidente de Súmate, Roberto Abdul, y otros 10 activistas políticos, fue acusado por Tarek William Saab, Fiscal General designado por la Asamblea Nacional Constituyente, de haber “conspirado” para “sabotear” el referéndum consultivo sobre la Guayana Esequiba celebrado el 3 de diciembre, y se le imputaron los cargos de "traición a la patria", "asociación para delinquir", "conspiración" y "legitimación de capitales". El 20 de marzo de 2024 fue detenido junto con Dignora Hernández.